# Spilosoma daitoensis
Spilosoma daitoensis är en fjärilsart som beskrevs av Matsumura 1930. Spilosoma daitoensis ingår i släktet Spilosoma och familjen björnspinnare. Inga underarter finns listade i Catalogue of Life.